# Dags att dö
Dags att dö (originaltitel: Tiempo de morir) är en colombiansk dramafilm från 1985. Filmen är regisserad av Jorge Alí Triana, med manus skrivet av Gabriel García Márquez.

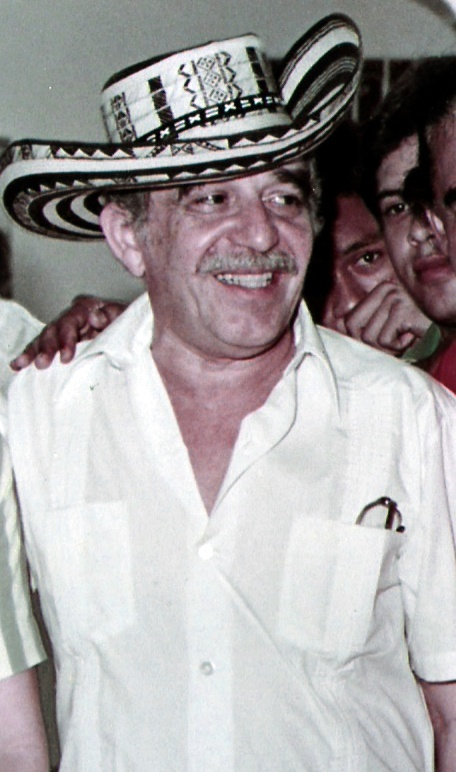
Gabriel García Márquez 1984, året innan filmpremiären.

## Rollista (i urval)
| - Gustavo Angarita – Juan Sayago - Sebastián Ospina – Julian Moscote - Jorge Emilio Salazar – Pedro Moscote - María Eugenia Dávila – Mariana - Lina Botero – Sonia - Enrique Almirante – Mayor - Carlos Barbosa – Doctor | - Mónica Silva – Sonias mor - Héctor Rivas – Don Tulio - Luis Chiape – Frisör - Reynaldo Miravalles – Casildo - Lucy Martínez – Rosa - Edgardo Román – Diego - Nelly Moreno – Prostituta |

## Produktionen
Filmen samproducerades av Kubas filminstitut, ICAIC. Den föregicks året före av en 100 minuter lång TV-film, producerad för det nationella kolombianska TV-bolaget RTI. Både TV-filmen och den efterföljande biofilmen regisserades av Jorge Alí Trana, som studerat film och teater i Tjeckoslovakien och som här debuterade som långfilmsregissör.
García Márquez filmmanus hade redan 1965 blivit föremål för en första filmatisering. Den var på sin tid den första filmen efter ett originalmanus av García Márquez (och inte efter någon av dennes noveller eller romaner). Medan filmen 1965 spelats in som en västernfilm i svart/vitt (av Arturo Ripstein, senare en av Mexikos ledande filmregissörer), liknade den här produktionen mer 1981 års Krönika om ett förebådat dödsfall och liknande García Márquez-romaner.